# Veglia Borletti
Veglia Borletti var en italiensk leverandør af bildele. I dag tilhører mærket Magnetti Marelli.
Firmaet hed først Veglia, men med overtagelsen af Borletti kom firmaet til at hedde Veglia Borletti.
Siden 1930'erne eller tidligere producerede firmaet omdrejningstællere, men senere også speedometre og kombiinstrumenter. Så firmaet leverede instrumenter med synligt VEGLIA-skrifttræk til alle Mercedes-Benz-racerbiler frem til 1950'erne. Efter firmaet blev overtaget af Magnetti Marelli har kun få instrumenter, for det meste i dyrere biler skrifftrækket VEGLIA eller VEGLIA BORLETTI. I dag benytter Magnetti Marelli ikke længere mærket Veglia Borletti.